# The Slits
The Slits byla britská punk rocková skupina, kterou v roce 1976 založily Ari Up (zpěv), Kate Korus (kytara), Suzy Gutsy (baskytara) a Palmolive (bicí). V roce 1977 dělala skupina předkapelu skupině The Clash.

## Diskografie

### Studiová alba
- Cut (1979)
- The Slits/Bootleg Retrospective/Untitled (1980)
- Return of the Giant Slits (1981)
- Trapped Animal (2009)